# Beker van België (dameshandbal)
De Beker van België is een bekercompetitie in het Belgische dameshandbal, die naast de reguliere competities wordt georganiseerd. De inrichtende macht is de Koninklijke Belgische Handbalbond (KBHB). De damescompetitie vindt plaats sinds 1972.

## Erelijst
- 1972: Avanti Lebbeke
- 1973: Avanti Lebbeke
- 1974: Avanti Lebbeke
- 1975: geen bekercompetitie
- 1976: Avanti Lebbeke
- 1977: Avanti Lebbeke
- 1978: Sporta Evere
- 1979: Uilenspiegel
- 1980: Avanti Lebbeke
- 1981: Uilenspiegel
- 1982: Initia HC Hasselt
- 1983: Initia HC Hasselt
- 1984: United HC Tongeren
- 1985: United HC Tongeren
- 1986: Initia HC Hasselt
- 1987: Initia HC Hasselt
- 1988: KV Sasja HC Hoboken
- 1989: Initia HC Hasselt
- 1990: Initia HC Hasselt
- 1991: Initia HC Hasselt
- 1992: Initia HC Hasselt
- 1993: Initia HC Hasselt
- 1994: Fémina Visé
- 1995: DHC Meeuwen
- 1996: Initia HC Hasselt
- 1997: Arena Hechtel
- 1998: Fémina Visé
- 1999: Fémina Visé
- 2000: Fémina Visé
- 2001: DHC Meeuwen
- 2002: DHC Meeuwen
- 2003: Fémina Visé
- 2004: Fémina Visé
- 2005: Sporting Neerpelt
- 2006: DHW Antwerpen HC
- 2007: Fémina Visé
- 2008: Fémina Visé
- 2009: Fémina Visé
- 2010: Handbal Sint-Truiden
- 2011: Initia HC Hasselt
- 2012: HC Rhino Turnhout
- 2013: Fémina Visé
- 2014: Fémina Visé
- 2015: Initia HC Hasselt
- 2016: Fémina Visé
- 2017: Fémina Visé
- 2018: Handbal Sint-Truiden
- 2019: Handbal Sint-Truiden
- 2020: geen winnaar (COVID-19-pandemie)
- 2021: geen winnaar (COVID-19-pandemie)
- 2022: Initia HC Hasselt
- 2023: Handbal Sint-Truiden
- 2024: Handbal Sint-Truiden
- 2025: Handbal Sint-Truiden

| Aantal bekeroverwinningen per club                                                                  | Aantal bekeroverwinningen per club |
| --------------------------------------------------------------------------------------------------- | ---------------------------------- |
| Fémina Visé Initia HC Hasselt                                                                       | 13                                 |
| Handbal Sint-Truiden Avanti Lebbeke                                                                 | 6                                  |
| DHC Meeuwen                                                                                         | 3                                  |
| UilenspiegelUnited HC Tongeren                                                                      | 2                                  |
| HC Rhino Turnhout DHW Antwerpen HC Sporta Evere KV Sasja HC Hoboken Arena Hechtel Sporting Neerpelt | 1                                  |